# 小梅線

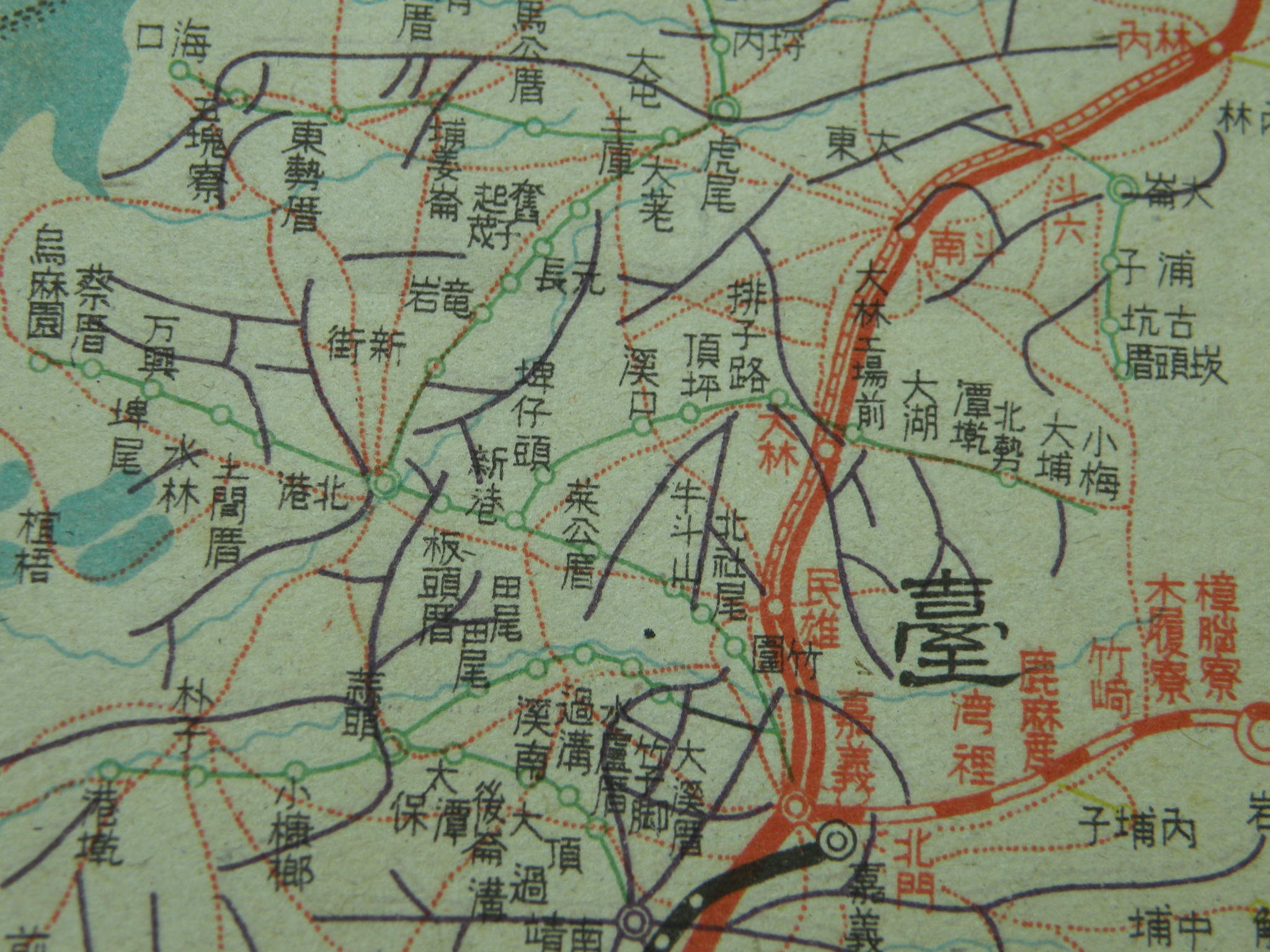
1941年嘉義附近鐵道路線圖

小梅線，是位在台灣嘉義縣大林和小梅（梅山鄉）間，由台灣糖業股份有限公司大林糖廠經營之輕便鐵路。今已廢止。

## 簡介
小梅線是日治時代新高製糖株式會社興建的營業線之一，通行於大林、大林糖廠、小梅之間的糖鐵，後合併於大日本製糖株式會社，戰後由台灣糖業公司接收，客運業務在1961年廢止。

## 歷史
- 1913年（大正2年）12月29日：新高製糖大林＝小梅間運輸營業開始
- 1915年（大正4年）8月12日：廢止中林，設置潭墘、大湖、工場
- 1920年（大正9年）8月12日：工場更名會社前
- 1935年（昭和10年）4月25日：新高製糖併入大日本製糖
  - 會社前更名大林工場前
- 戰後：台灣糖業接收日人資產
- 1952年9月1日：北勢更名溝北、大湖更名湖北里、大林工場前更名大糖
- 1961年：全線旅客廢止

## 路線資料
- 經營管轄：台灣糖業股份有限公司
- 路線距離：大林＝小梅間15.5km
- 軌距：762mm
- 曾設立車站數：10
- 雙線區間：全線單線
- 電化區間：無

## 車站一覽
| 車站名稱   | 日文名稱 | 續接／交會路線及備註                                         | 所在地   | 所在地 |
| ---------- | -------- | ------------------------------------------------------------ | -------- | ------ |
| 大林       |          | →台鐵縱貫線、糖鐵新港線 由此接續糖鐵新港線，得直通運轉至北港 | 嘉 義 縣 | 大林鎮 |
| 大糖       |          | 位於今日的大林糖廠                                           | 嘉 義 縣 | 大林鎮 |
| 機務旗站   |          | 號誌站，在此與糖鐵新港線分離                                 | 嘉 義 縣 | 大林鎮 |
| 湖北里     |          |                                                              | 嘉 義 縣 | 大林鎮 |
| 湖北里旗站 |          | 號誌站                                                       | 嘉 義 縣 | 大林鎮 |
| 潭墘       |          |                                                              | 嘉 義 縣 | 大林鎮 |
| 溝北       |          | 現址改造成公園（北勢蔗埕公園），同時為大林自行車道的終點     | 嘉 義 縣 | 大林鎮 |
| 大埔       |          |                                                              | 嘉 義 縣 | 大林鎮 |
| 小梅       |          |                                                              | 嘉 義 縣 | 梅山鄉 |